# Triatlon na Letních olympijských hrách 2024
Triatlon na Letních olympijských hrách 2024 v Paříži se konal od 30. července do 5. srpna 2024, a to v Pont d'Iéna.

## Medailisté
| Soutěž          | Zlato                                                                            | Stříbro                                                                                         | Bronz                                                                                         |
| --------------- | -------------------------------------------------------------------------------- | ----------------------------------------------------------------------------------------------- | --------------------------------------------------------------------------------------------- |
| Muži            | Alex Yee · Velká Británie (GBR) 1:43:33                                          | Hayden Wilde · Nový Zéland (NZL) 1:43:39                                                        | Léo Bergère · Francie (FRA) 1:43:43                                                           |
| Ženy            | Cassandre Beaugrandová · Francie (FRA) 1:54:55                                   | Julie Derronová · Švýcarsko (SUI) 1:55:01                                                       | Beth Potterová · Velká Británie (GBR) 1:55:10                                                 |
| Smíšená štafeta | Německo (GER) · Tim Hellwig · Lisa Tertschová · Lasse Lührs · Laura Lindemannová | Spojené státy americké (USA) · Seth Rider · Taylor Spiveyová · Morgan Pearson · Taylor Knibbová | Velká Británie (GBR) · Alex Yee · Georgia Taylorová-Brownová · Sam Dickinson · Beth Potterová |

## Přehled medailí
| Pořadí | Země                   | Zlato | Stříbro | Bronz | Celkově |
| ------ | ---------------------- | ----- | ------- | ----- | ------- |
| 1      | Velká Británie         | 1     | 0       | 2     | 3       |
| 2      | Francie                | 1     | 0       | 1     | 2       |
| 3      | Německo                | 1     | 0       | 0     | 1       |
| 4      | Spojené státy americké | 0     | 1       | 0     | 1       |
| 4      | Švýcarsko              | 0     | 1       | 0     | 1       |
| 4      | Nový Zéland            | 0     | 1       | 0     | 1       |
| celkem | celkem                 | 3     | 3       | 3     | 9       |